# Гетап (област Ширак)
Вижте пояснителната страница за други значения на Гетап.
Гетап (на арменски: Գետափ) е село и община в Армения, област Ширак. Според Националната статистическа служба на Армения през 2012 г. общината има 840 жители.

## Демография
Броят на населението в годините 1831–2004 е както следва: